# Momotarō, dios de las olas
Momotarō, dios de las olas (桃太郎 海の神兵 Momotarō - Umi no Shinpei?) es el primer largometraje de anime con audio y voces realizado en Japón en 1944 dirigido por Mitsuyo Seo (瀬尾光世, Seo Mitsuyo), a quien se le encargó la creación de una película de propaganda para el apoyo del bando japonés en la Segunda Guerra Mundial, encargo hecho por el Ministerio de Marina de Japón. La empresa cinematográfica Shochiku realizó la película de 74 minutos en 1944 y la estrenó el 12 de abril de 1945. 

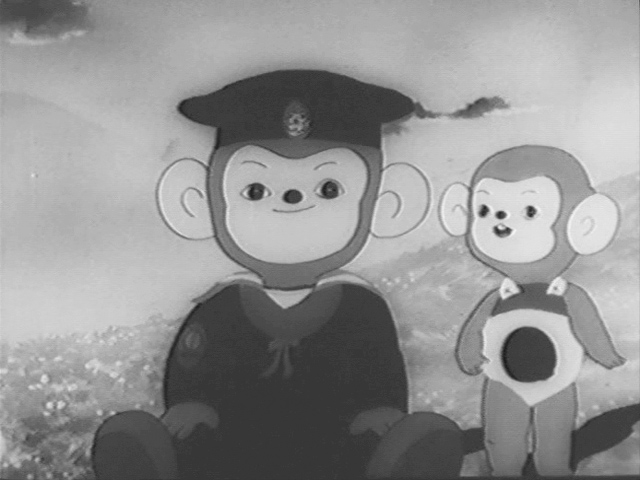
Fotograma del film.

Previo a esta película se realizó Las águilas marinas de Momotarō (桃太郎の海鷲, Momotarō no Umiwashi), una película de 37 minutos estrenada en 1943 por el mismo director.

## Argumento

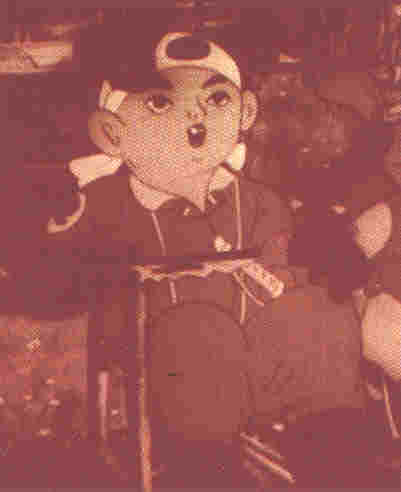
Fotograma del film

Al igual que su predecesora, esta película muestra a Momotarō, el protagonista de un conocido cuento japonés. La película trata sobre la maniobra sorpresa realizada en la isla de Célebes, y plasma las acciones de las tropas de paracaidistas. En ella, Japón "libera Asia", tal como proclamaba el gobierno de la época.
Hay algunas escenas musicales. Es especialmente notable la Canción de AIUEO (アイウエオの歌 'AIUEO no Uta'?), una escena en la que los soldados japoneses enseñan a los animales nativos a hablar.

## Créditos
- Producción: Shochiku Moving Picture Laboratory (松竹動画研究所 Shōchiku Dōga Kenkyūjo?)
- Encargo hecho por: el Ministerio de Marina de Japón
- Organización de la película: Kiichiro Kumaki (熊木喜一郎 Kumaki Kiichirō?)
- Guion, coreografía, y dirección: Mitsuyo Seo (瀬尾光世 Seo Mitsuyo?)
- Sombras chinescas: Kenzo Masaoka (政岡憲三 Masaoka Kenzō?)
- Dirección musical: Yuji Koseki (古関裕而 Koseki Yūji?)
- Letras de las canciones: Hachiro Sato (サトウハチロー Satō Hachirō?)